# Bambusina
Les bambusines (Bambusinae) són una subtribu de bambús de la família de les poàcies, que comprèn 10 gèneres.

## Gèneres
- Bambusa o Dendrocalamopsis
- Bonia o Monocladus
- Dendrocalamus, Klemachloa, Oreobambos, Oxynanthera o Sinocalamus
- Dinochloa
- Gigantochloa
- Holttumochloa
- Kinabaluchloa, Maclurochloa o Soejatmia
- Melocalamus
- Sphaerobambos
- Thyrsostachys